# Рудольф Нефен
Рудольф Нефен (нім. Rudolf Neven; 5 грудня 1885 — 22 лютого 1969) — німецький військовий ветеринар, доктор ветеринарії, генерал-лейтенант ветеринарної служби вермахту (1 квітня 1942).

## Біографія
Учасник Першої світової війни. Після демобілізації армії залишений в рейхсвері. З 1 вересня 1939 року — головний ветеринар 10-го армійського корпусу, з 1 січня 1941 року — 11-ї армії. З 25 вересня 1942 року — головний ветеринарний офіцер при відділі оберквартирмейстера робочого штабу «Дон». З 27 листопада 1942 року — головний ветеринар групи армій «Дон».

## Нагороди
- Залізний хрест 2-го і 1-го класу
- Почесний хрест ветерана війни з мечами (1934)
- Медаль «За вислугу років у Вермахті» 4-го, 3-го, 2-го і 1-го класу (25 років; 2 жовтня 1936) — отримав 4 нагороди одночасно.
- Медаль «За Атлантичний вал»
- Хрест Воєнних заслуг 2-го і 1-го класу з мечами
- Медаль «За зимову кампанію на Сході 1941/42» (1942)